# Рубаністий Митрофан Якович
Митрофан Якович Рубаністий (1883 — †?) — підполковник Армії УНР.
Народився на х. Чіріно Хорольського повіту Полтавської губернії. Закінчив Петровський Полтавський кадетський корпус в 1902 р. Київське військове училище. Станом на 1 січня 1910 р. — поручик 114-го піхотного Новоторзького полку (Мітава). Останнє звання у російській армії — підполковник.
До 24 листопада 1920 р. — помічник командира 9-ї стрілецької бригади 3-ї Залізної стрілецької дивізії Армії УНР. З 3 січня 1921 р. — помічник командира 21-го куреня 7-ї бригади 3-ї Залізної стрілецької дивізії Армії УНР.
Подальша доля невідома.